# Подгурский, Фёдор Александрович
Фёдор Александрович Подгурский (2 декабря 1860, Нижний Новгород — 29 ноября 1929, Москва) — русский генерал.

## Биография
Крещён в Вознесенской церкви г. Нижнего Новгорода. Определением Нижегородского дворянского депутатского собрания от 12.08.1869 присоединён к дворянской фамилии Подгурских I части Родословной книги Нижегородской губернии. Вероисповедания православного.

### Обучение
В 1877 окончил Нижегородскую военную гимназию. По окончании кадетского корпуса 1 сентября 1877 вступил в службу. 8 августа 1879 выпущен по 1 разряду из 2-го военного Константиновского училища прапорщиком в 27-ю артиллерийскую бригаду. 18.12.1880 — подпоручик, 29.11.1882 — поручик. В 1887 году окончил Николаевскую академию Генерального штаба по 1-му разряду.

### Военная служба
С 7 апреля 1887 — штабс-капитан. С 30 января 1888 по 1 марта 1894 — помощник старшего адъютанта штаба Одесского военного округа. В этот период награждён орденом Св. Станислава 3-й степени (1889) и орденом Св. Анны 3-й степени (1893), произведён в капитаны (9 апреля 1889); с 7 октября 1891 в течение года отбывал цензовое командование ротой в 16-м стрелковом батальоне.
С 1 марта 1894 — штаб-офицер для особых поручений при штабе 7-го армейского корпуса в Симферополе; 17 апреля 1894 произведён в подполковники.
С 6 сентября 1895 в течение 4 лет был прикомандирован к Елизаветградскому кавалерийскому юнкерскому училищу для преподавания военных наук (преподавал тактику). В 1896 награждён орденом Св. Станислава 2-й степени. 6 апреля 1898 произведен в полковники за отличие.
С 1 мая по 1 сентября 1899 отбывал цензовое командование батальоном в 136-м пехотном Таганрогском полку. С 1 сентября по 16 октября 1899 — штаб-офицер при управлении 60-й пехотной резервной бригады.
С 16 октября 1899 — в Главном штабе: младший делопроизводитель, с 8 января 1900 — старший делопроизводитель канцелярии военно-учёного комитета, затем делопроизводитель генерал-квартирмейстерской части Главного Штаба. В 1901 награждён орденом Св. Анны 2-й степени.

С 6 октября 1901 — начальник 1 отделения Главного Штаба в Главном управлении военного министерства. В 1902 награждён орденом Бухарской Золотой Звезды 2 степени, в 1903 — офицерским крестом Французского Ордена Почётного легиона. В 1904 произведён в генерал-майоры (со старшинством с 2 апреля 1906).

С 20 марта 1905 — начальник 2-го отделения управления дежурного генерала Главного Штаба. В 1906 награждён орденом Св. Владимира 3-й степени.
C 25 апреля 1906 — окружной дежурный генерал штаба Приамурского ВО. В 1908 награждён орденом Св. Станислава 1-й степени. В 1909 — дежурный генерал начальника военных сообщений в штабе Приамурского военного округа (Хабаровск).
С 16 июля 1910 — комендант Николаевска-на-Амуре. 6 декабря 1912 награждён орденом Св. Анны 1-й степени. С 19 июля 1914 — генерал-лейтенант.
С 5 сентября 1915 в чине генерал-лейтенанта командовал 1-й Сибирской стрелковой дивизией, 7 февраля 1916 в своем штабе в местечке Дуниловичи Виленской губ принимал Государя Императора Николая II, приезжавшего с инспекцией в войска, принимал участие в операции Западного фронта в районе озера Нарочь 18‒22 марта 1916 года, с конца 1917 — в резерве чинов при штабе Минского ВО. Постановлением Петроградской Георгиевской Думы от 11.10.1917 награждён орденом Св. Георгия 4-й степени.

### Служба в Красной Армии
В феврале-марте 1918 года на Санкт-Петербург двигались части германской армии. Революционное правительство привлекло к обороне города крупных военных специалистов старой армии, в том числе и Ф. А. Подгурского — он был назначен начальником обороны Порховского района. Он сразу же прибыл на станцию Дно, так как существовало указание М. Д. Бонч-Бруевича на этот счёт «Об обороне жд линии Псков-Дно», касавшееся его лично. В случае отступления он должен был отступать на Осташков.
С 24 июля 1918 — военный руководитель Старорусского уезда Северного участка. Приказом Наркомвоена № 556 от 17 июля 1918 освобождён от должности начдива и назначен постоянным заместителем председателя Всероссийской чрезвычайной комиссии (ЧК). Тем же приказом назначен на должность помощника Главного начальника снабжений (с 7 августа 1918), с 14 ноября — главный начальник снабжения. С 11 декабря 1918 — заместитель Главначштаба РККА.
С 16 октября 1919 по 1 декабря 1919 временно исполнял обязанности начальника 13-й кавалерийской дивизии в Петропавловской операции. Затем — помощник главного начальника снабжений ЦУС, начальник отделения по укрепрайонам при полевом штабе (до 23 сентября 1921).
Приказом РВСР № 268 от 23 сентября 1921 назначен начальником части по инженерной обороне Оперативного Управления Штаба РККА с 15 февраля 1921. Помощник начальника штаба Наркомвоена Украины.
С августа 1922 — для особых поручений при начальнике Оперативного Управления Штаба РККА. Приказом РВСР № 51 от 3 апреля 1923 назначен начальником отдела по подготовке и службе войск Штаба РККА. Приказом РВСР № 192 от 19 апреля 1924 уволен в бессрочный отпуск с зачислением на учёт по Москве.
Умер 29 ноября 1929 года.
Похоронен на Ваганьковском кладбище (Москва). Могила не сохранилась.

## Семья
Отец — потомственный дворянин Александр Александрович Подгурский (16.08.1827—18.12.1871).
Мать — дочь подполковника в отставке и судьи уездного суда Арзамаса Наталья Павловна Любимова (04.1829—?).
Братья — Алексей (1863 -?), Виктор (1864—1928) и Дмитрий (1866—1940, окончил в 1885 году Нижегородский дворянский институт, в 1890- юридический факультет СПб университета)
Женат первым браком на Лидии Ивановне Поповой (1863—1942). Дети: Дмитрий (1885—1885), Ольга (1886—1911), Вера (1888—1942), Наталия (1889—?), Ксения (1895—?), Евгения (1900-?). Вдова Ф. А. Подгурского Лидия Ивановна и его дочь Вера (в замужестве — Борзенко) умерли в блокадном Ленинграде. Дочери Наталия, Ксения и Евгения эмигрировали и скончались за границей.
Внук генерала Григорий Эрастович Борзенко (1913—1985) участвовал в Великой Отечественной войне в звании инженер-лейтенанта, награждён орденом Красной Звезды; позднее работал на руководящих должностях в тресте «Транссвязьстрой»; Заслуженный рационализатор РСФСР.

## Награды
- Орден Святого Станислава 3-й степени (1889)
- Орден Святой Анны 3-й степени (1893)
- Орден Святого Станислава 2-й степени (1896)
- Орден Святой Анны 2-й степени (1901)
- Орден Бухарской Золотой Звезды 2 степени (1902)
- офицерский крест Ордена Почётного легиона (1903)
- Орден Святого Владимира 3-й степени (1906)
- Орден Святого Станислава 1-й степени (1908)
- Орден Святой Анны 1-й степени (1912)
- Орден Святого Георгия 4-й степени (1917).